# Trebnje
Trebnje () je mesto v Sloveniji s skoraj 4.000 prebivalci in središče občine Trebnje. Ime verjetno izvira še iz staroslovenskega obreda žrtvovanja nekoč imenovanega »treba«, kateri se je izvajal na prostoru Tičnic. Domačini še danes uporabljajo ime treba za čiščenje pridelkov.
Trebnje je razpotegnjeno urbanizirano naselje v dolini spodnjega toka reke Temenice na Dolenjskem. Kraj leži ob železnici in glavni cesti Ljubljana - Novo mesto. Staro jedro naselja z župnijsko cerkvijo stoji nekoliko dvignjeno na levem bregu reke Temenice, novejši del pa se širi severno od železniške proge in stare ceste proti Novemu mestu. V Trebnjem je tudi šola. Trebnje obsega predele in zaselke: Stari trg, Kamna Gora, Vina Gorica, Hrib, Prapreče, Cviblje, Paradiž, Križišče in Pristava.

## Zgodovina
V rimskem času je bila tu naselbina Praetorium Latobicorum. Pri gradnji nove soseske junija 2021 je arheološko podjetje Luxor odkrilo ostanke treh dobro ohranjenih stavb in življenjskih pripomočkov nekdanjih prebivalcev. Najdišče se razprostira na približno 700 m2.
V starih listinah se kot podžupnija kraj prvič omenja leta 1163. Kot trg pa je Trebnje prvič omenjenjo leta 1351. Župnijska Marijina cerkev je poznogotska triladijska cerkev. Pri vhodu je vzidan rimski nagrobnik, oltarno sliko pa je narisal slikar Matevž Langus. Pred cerkvijo stoji spomenik misionarju in škofu Frideriku Baragi. V strmem bregu nad glavno cesto pa stoji Trebanjski grad, domnevno postavljen okoli leta 1000. Ob koncu 18. stoletja je bilo Trebnje sedež okrajnega komisariata, pozneje tudi političnega, sodnega , davčnega in običajno tudi volilnega okraja, ter pomembna poštna postaja.
Na gospodarski napredek sta sicer vplivali dobra prometna lega na križišču cest in 1894 zgrajena dolenjska železnica in leta 1908 predan v uporabo odsek železniške proge od Trebnjega prek Tržišča do premogovnika Krmelj. Kljub dobri prometni legi pa se kraj ni razvijal in je ostal vse do konca 2. svetovne vojne manjše gospodarsko središče poljedelske okolice. Po letu 1958, ko je Trebnje postalo središče občine in je bila zgrajena nova cesta Ljubljana - Zagreb, je Trebnje z industrializacijo dobilo številna nova delovna mesta v kovinski, lesnopredelovalni in tekstilni industriji ter industriji gradbenega materiala. Ob lokalni cesti proti Mirni je bila zgrajena tudi ena večjih obrtnih con na Dolenjskem.
Od leta 1968 se v Trebnjem odvija slikarsko-kiparska kolonija naivnih umetnikov Tabor, 1971 pa je bila ustanovljena Galerija likovnih samorastnikov Trebnje.

## Zanimivosti
Okolica Trebnjega nudi obilo možnosti za sprehode po slikovitih vinskih goricah, v bližini pa so zanimive tudi kraške jame in ponori Temenice pri Ponikvah. V pobočju nad bencinskim servisom Petrol je nekdaj delovala smučarska vlečnica, na kar danes spominja le še nekaj samotarskih stebrov.

### Obeležje 15. poldnevnika
Skozi Trebnje poteka 15. poldnevnik, ki je obeležen z veliko tablo ob vhodu v mesto z zahodne strani ter z radijsko vodeno uro, ki kaže točen srednjeevropski čas. Poleg table in ure je tudi informativna tabla z osnovnimi informacijami o 15. poldnevniku. Na razgledni točki nad Vrhtrebnjem pa je zgrajeno tudi kamnito obeležje z bronastim reliefom Slovenije, na katerem so prikazani pomembnejši kraji v Sloveniji, višji vrhovi in potek 15. poldnevnika preko slovenskega ozemlja.

### Znani ljudje, ki so se rodili v Trebnjem
- misijonar Friderik Baraga (1797–1868)
- zdravnik Janez Verbič (1768 – 1849),
- učitelj, pesnik, politik in trebanjski župan Emanuel Tomšič (1824 – 1881),
- mati generala in pesnika Rudolfa Maistra Franja Tomšič (1834 – 1922),
- gradbeni inženir Franc Tomšič (1838 – 1917),
- sodnik in astronomski pisatelj Viljem Ogrinc (1845 – 1883),
- pesnica, pripovednica in narodna delavka Matilda Tomšič – Sebenikar (1847 – 1933),
- zbiratelj umetnin in starin Karel Friderik Jožef Strahl (1850 – 1929),
- pravnik Oton Papež (1867 – 1940),
- publicistka in urednica Ema Peče (1873 – 1965),
- učiteljica, publicistka in prevajalka ter aktivistka za pravice žensk Minka Govekar – Vasič (1874 – 1950),
- pravnik in publicist Ivan Vasič (1882 – 1967),
- pesnik, akademik, dramatik, dramaturg, prevajalec in ravnatelj Drame Pavel Golia (1887 – 1959),
- strokovni pisatelj in strokovnjak za konje Valdemar Seunig (1887 – 1976),
- pravnik in pisec člankov Adolf Golia (1889 – 1976),
- novinar, terminolog in lektor Lavoslav Struna (1898 – 1973),
- ginekolog Pavel Pehani (1899 – 1964),
- biolog in zdravnik Hubert Pehani (1900 – 1955),
- jezikoslovec in leksikograf France Tomšič (1905 – 1975),
- telesnovzgojni delavec in publicist Edi Serpan (1913 – ),
- politik in gospodarstvenik Miloš Brelih (1916 – 2002),
- operna pevka sopranistka Vilma Bukovec (1920 - 2016),
- slovenski duhovnik, ljubljanski nadškof, ljubljanski metropolit, Alojzij Šuštar (1920 - 2007),
- Nace Bukovec (1921 – 2007),
- urednik, pesnik in prevajalec Ivan Skušek (1923 – 1976),
- novinar in kulturni delavec Ivo Tavčar (1924 – 2005),
- sodnik in predsednik upravnega odbora Tabora likovnih samorastnikov Janez Gartnar (1928 - 2012),
- slovenska gospodarstvenica in univerzitetna profesorica, Slavka Kavčič (rojstni priimek Šuštar) (roj. 1938),